# 직장폐쇄
직장폐쇄(職場閉鎖, lockout)란 노동쟁의에서 사용자 또는 관리자 측이 일시적으로 작업장을 폐쇄하여 노동자측의 직접행동을 방해하는 행위이다.
사용자가 그의 주장을 관철하기 위하여 집단적 분쟁에 있어 산업이나 산업체내의 많은 근로자들을 취업상태에서 배제시키는 것을 말한다. 직장폐쇄는 사용자가 근로자들의 노무제공의 수령을 거부함으로써 임금의 탈락에 의한 경제적 압력을 가하려는 것으로 근로자들의 파업이 사용자에게 노무의 제공을 거부함으로써 경제적 타격을 주는 것과 마찬가지이다. 직장폐쇄에는 사용자가 일단 쟁의행위를 중단하면 노무의 수령이 거부되었던 근로자들을 다시 취업시킨다는 것이 전제되어 있다. 사용자는 노동조합이 쟁의행위를 개시한 이후에만 직장폐쇄를 할 수 있으며, 사용자는 직장폐쇄를 할 경우에는 미리 행정관청 및 노동위원회에 각각 신고하여야 한다(노동조합 및 노동관계조합법 제46조).

## 같이 보기
- 파업파괴자